# Barraques de pedra seca d'Alcover
Les Barraques de pedra seca d'Alcover són un conjunt de construccions de pedra repartides pel terme municipal d'Alcover (Alt Camp) incloses en l'Inventari del Patrimoni Arquitectònic de Catalunya.

## Descripció
Es tracta d'un tipus de construcció feta amb pedra planenca, generalment calcària. Les barraques presenten gran varietat de distribucions internes i de formes. Poden tenir d'una a tres estances i poden ser de planta quadrada, rectangular, circular, i en molts casos combinada. Les seves dimensions poden oscil·lar entre 1'20 m i 3'30 m de costat o diàmetre, i l'alçada acostuma a ser d'uns 2 m. Tenen una única obertura, una porta, que pot adoptar diverses solucions, arc de mig punt, llinda o mixta. La coberta és generalment de volta, construïda per aproximació de pedres inclinades cap a fora a fi que no deixin entrar l'aigua. El tipus de construcció s'anomena de pedra en sec, és a dir, de pedres que no estan unides per cap mena d'argamassa. Totes aquestes construccions presenten una petita cavitat a la part interna del mur, arran de terra, per guardar el càntir. Rubió i Bellver l'anomena "cocó".

## Història
Rubió i Bellver, en el seu estudi sobre aquest tipus de construccions, les relaciona amb les que encara es conserven a la península del Sinaí (Nauamïs), que semblen tenir el seu origen en temps prehistòrics. També se'n troben en altres zones del Mediterrani, principalment associades amb el conreu de la vinya. Així doncs, l'autor dedueix que les tècniques de construcció de les barraques es remunten a temps remots i han arribat als nostres dies per transmissió generacional.